# 효암천
효암천(孝岩川)은 부산광역시 기장군 장안읍 명례리에서 발원하여 위양천, 화산천을 거쳐 효암리의 동해로 흘러드는 강이다. 부산광역시 기장군 장안읍과 울산광역시 울주군 서생면의 실질적인 경계가 된다.

## 지류
- 위양천
- 화산천